# 放庆禄
放庆禄（1844年—1877年），傣族，云南省芒市人。第二十世芒市土司。

## 生平
放庆禄出身土司世家，为十九世土司放承恩胞弟放世恩长子，因放承恩无嗣，遂将放庆禄过继门下。1849年，放承恩病故，放庆禄年幼不能理事，遂委放世恩为护理代办司务，1858年放世恩病故。放庆禄筹备报告承袭土司职位时，杜文秀滇西回民起义爆发。芒市土司将武装派往龙陵、镇安、象达、平戛一带防守，被起义军击败。放庆禄与属官商议后，向起义军将领蔡发春投降，交出安抚司印。蔡发春升放庆禄为都督，令其永镇芒市，并交投降银一万两，征集壮丁一千名。土司署摊派令每㽘（芒市土司划分为八个㽘）缴纳1,250两，一千壮丁也由蔡发春带至腾冲。1866年，清廷对回民起义军的反攻开始，放庆禄亲率土兵出征，参与了清军收复龙陵的战斗。1873年，放庆禄赴昆明面谒岑毓英，详报芒市负担围剿起义军时清军粮草，以至民穷财尽的情况，得到岑毓英表彰，擢升放庆禄为三品正堂蓝顶花翎。1875年，清廷兵部颁给号纸一道，放庆禄正式祇领任事。因患呕吐症，旧病复发，医治无效，于1877年病故。:158:13-14:164-169